# Dystopia
Dystopia je deseti studijski album američkog heavy metal sastava Iced Earth. Album je 17. listopada 2011. godine objavila diskografska kuća Century Media Records. Na njemu se prvi puta pojavio novi pjevač, Stu Block, od prije poznat iz kanadske grupe Into Eternity, pošto je dugogodišnji vokal, Matt Barlow, tijekom ožujka objavio kako se povlači zbog obiteljskih razloga. 
Detalji o albumu su objavljeni na službenoj stranici grupe 27. srpnja 2011. godine.
Izlazak albuma popratilo je 5 dokumentarnih video isječaka koji su se od 15.09.2011. svaki tjedan pojavljivali na službenoj stranici grupe.

## Popis pjesama
Glazba: Jon Schaffer, osim na pjesmi "V", koju su napisali Troy Seele i Schaffer.
| 1.    | »Dystopia«            | Schaffer, Stu Block | 5:49 |
| 2.    | »Anthem«              | Schaffer, Block     | 4:54 |
| 3.    | »Boiling Point«       | Block               | 2:47 |
| 4.    | »Anguish of Youth«    | Schaffer            | 4:41 |
| 5.    | »V«                   | Block, Schaffer     | 3:39 |
| 6.    | »Dark City«           | Block               | 5:42 |
| 7.    | »Equilibrium«         | Block               | 4:31 |
| 8.    | »Days of Rage«        | Schaffer            | 2:17 |
| 9.    | »End of Innocence«    | Block               | 4:07 |
| 10.   | »Tragedy and Triumph« | Schaffer, Block     | 7:44 |
| 46:11 |                       |                     |      |

| Bonus skladba za preuzimanje (uključena u japanskoj inačici i raznim maloprodajnim inačicama) | Bonus skladba za preuzimanje (uključena u japanskoj inačici i raznim maloprodajnim inačicama) | Bonus skladba za preuzimanje (uključena u japanskoj inačici i raznim maloprodajnim inačicama) | Bonus skladba za preuzimanje (uključena u japanskoj inačici i raznim maloprodajnim inačicama) | Bonus skladba za preuzimanje (uključena u japanskoj inačici i raznim maloprodajnim inačicama) | Bonus skladba za preuzimanje (uključena u japanskoj inačici i raznim maloprodajnim inačicama) | Bonus skladba za preuzimanje (uključena u japanskoj inačici i raznim maloprodajnim inačicama) | Bonus skladba za preuzimanje (uključena u japanskoj inačici i raznim maloprodajnim inačicama) | Bonus skladba za preuzimanje (uključena u japanskoj inačici i raznim maloprodajnim inačicama) | Bonus skladba za preuzimanje (uključena u japanskoj inačici i raznim maloprodajnim inačicama) |
| Br.                                                                                           | Skladba                                                                                       | Tekstopisac                                                                                   | Skladatelj                                                                                    | Trajanje                                                                                      |                                                                                               |                                                                                               |                                                                                               |                                                                                               |                                                                                               |
| --------------------------------------------------------------------------------------------- | --------------------------------------------------------------------------------------------- | --------------------------------------------------------------------------------------------- | --------------------------------------------------------------------------------------------- | --------------------------------------------------------------------------------------------- | --------------------------------------------------------------------------------------------- | --------------------------------------------------------------------------------------------- | --------------------------------------------------------------------------------------------- | --------------------------------------------------------------------------------------------- | --------------------------------------------------------------------------------------------- |
| 11.                                                                                           | »The Trooper« (obrada Iron Maidena)                                                           | Steve Harris                                                                                  | Harris                                                                                        | 4:18                                                                                          |                                                                                               |                                                                                               |                                                                                               |                                                                                               |                                                                                               |
| 50:29                                                                                         |                                                                                               |                                                                                               |                                                                                               |                                                                                               |                                                                                               |                                                                                               |                                                                                               |                                                                                               |                                                                                               |

| Bonus skladba s iTunesove inačice | Bonus skladba s iTunesove inačice       | Bonus skladba s iTunesove inačice | Bonus skladba s iTunesove inačice | Bonus skladba s iTunesove inačice | Bonus skladba s iTunesove inačice | Bonus skladba s iTunesove inačice | Bonus skladba s iTunesove inačice | Bonus skladba s iTunesove inačice | Bonus skladba s iTunesove inačice |
| Br.                               | Skladba                                 | Tekstopisac                       | Skladatelj                        | Trajanje                          |                                   |                                   |                                   |                                   |                                   |
| --------------------------------- | --------------------------------------- | --------------------------------- | --------------------------------- | --------------------------------- | --------------------------------- | --------------------------------- | --------------------------------- | --------------------------------- | --------------------------------- |
| 11.                               | »The Mob Rules« (obrada Black Sabbatha) | Ronnie James Dio                  | Geezer Butler, Dio, Tony Iommi    | 3:07                              |                                   |                                   |                                   |                                   |                                   |
| 49:18                             |                                         |                                   |                                   |                                   |                                   |                                   |                                   |                                   |                                   |

| Ograničena digipak inačica | Ograničena digipak inačica | Ograničena digipak inačica | Ograničena digipak inačica | Ograničena digipak inačica | Ograničena digipak inačica | Ograničena digipak inačica | Ograničena digipak inačica | Ograničena digipak inačica | Ograničena digipak inačica |
| Br.                        | Skladba                    | Tekstopisac                | Skladatelj                 | Trajanje                   |                            |                            |                            |                            |                            |
| -------------------------- | -------------------------- | -------------------------- | -------------------------- | -------------------------- | -------------------------- | -------------------------- | -------------------------- | -------------------------- | -------------------------- |
| 1.                         | »Dystopia«                 | Jon Schaffer, Stu Block    | Schaffer                   | 5:49                       |                            |                            |                            |                            |                            |
| 2.                         | »Anthem«                   | Schaffer, Block            | Schaffer                   | 4:54                       |                            |                            |                            |                            |                            |
| 3.                         | »Boiling Point«            | Block                      | Schaffer                   | 2:47                       |                            |                            |                            |                            |                            |
| 4.                         | »Anguish of Youth«         | Schaffer                   | Schaffer                   | 4:41                       |                            |                            |                            |                            |                            |
| 5.                         | »V«                        | Block, Schaffer            | Troy Seele, Schaffer       | 3:39                       |                            |                            |                            |                            |                            |
| 6.                         | »Dark City«                | Block                      | Schaffer                   | 5:42                       |                            |                            |                            |                            |                            |
| 7.                         | »Equilibrium«              | Block                      | Schaffer                   | 4:31                       |                            |                            |                            |                            |                            |
| 8.                         | »Days of Rage«             | Schaffer                   | Schaffer                   | 2:17                       |                            |                            |                            |                            |                            |
| 9.                         | »End of Innocence«         | Block                      | Schaffer                   | 4:07                       |                            |                            |                            |                            |                            |
| 10.                        | »Soylent Green«            | Block                      | Schaffer, Seele            | 4:20                       |                            |                            |                            |                            |                            |
| 11.                        | »Iron Will«                | Block, Schaffer            | Schaffer                   | 4:15                       |                            |                            |                            |                            |                            |
| 12.                        | »Tragedy and Triumph«      | Schaffer, Block            | Schaffer                   | 7:44                       |                            |                            |                            |                            |                            |
| 13.                        | »Anthem« (String Mix)      | Schaffer, Block            | Schaffer                   | 4:51                       |                            |                            |                            |                            |                            |
| 59:37                      |                            |                            |                            |                            |                            |                            |                            |                            |                            |

## Osoblje
| Iced Earth - Jon Schaffer — ritam gitara, prateći vokali, produkcija - Stu Block — vokali - Troy Seele — glavna gitara - Freddie Vidales — bas-gitara, prateći vokali - Brent Smedley — bubnjevi Dodatni glazbenici - Jim Morris – prateći vokali, produkcija, inženjer zvuka, miksanje, mastering - Howard Helm – prateći vokali - Lindsay Vitola – prateći vokali (na skladbi "Anguish of Youth") | Ostalo osoblje - Carsten Drescher – omot albuma - Nathan Perry – ilustracije - Felipe Machado Franco – naslovnica, ilustracije - BJ Ramone – pomoćni inženjer zvuka - Jason "Black Bart" Blackerby – pomoćni inženjer zvuka |

## Vanjske poveznice
- Detalji o albumu
- Službenoj stranici grupe